# Amnesia: The Bunker
Amnesia: The Bunker — компьютерная игра в жанре survival horror от первого лица, разработанная и изданная шведской компанией Frictional Games. Релиз игры состоялся 6 июня 2023 года.

## Игровой процесс
Amnesia: The Bunker — компьютерная игра в жанре survival horror от первого лица. Игроку предстоит исследовать катакомбы бункера Первой мировой войны. Карты бункера встречаются лишь в отдельных помещениях, по мере продвижения игрока по сюжету на них будут наноситься новые цели и пометки. Также встречаются комнаты, в которых можно сохранить игру путём зажигания специальной лампы и сложить лишние предметы в сундук.
На протяжении всей игры персонажа будет преследовать звероподобное существо — Чудовище (англ. Beast). Чудовище не может быть убито при помощи огнестрельного оружия или взрывчатки, которые лишь ненадолго оглушают его, поэтому игроку рекомендуется спасаться бегством и прятаться. По карте существо перемещается через систему нор (если игрок будет слишком долго стоять рядом с одной из нор, то существо схватит его и утащит внутрь, мгновенно убивая).
Помимо Чудовища в игре встречаются такие противники, как стаи хищных крыс и редкие враждебно настроенные люди (ослеплённый солдат с ружьём или немецкий снайпер).
Для самообороны игрок использует револьвер, осколочные и дымовые гранаты, коктейли Молотова и сигнальные шашки. Револьвер также можно использовать, чтобы отстреливать с дверей замки, а взрывчаткой можно выбивать двери и разрушать блокирующие путь хрупкие объекты (например, деревянные ящики).
Одной из основных игровых механик на ранних этапах игры является поддержание в рабочем состоянии генератора, топливо для которого можно найти по всему бункеру. Игрок может отслеживать время, через которое топливо закончится, при помощи секундомера. Если топливо закончится, это приведёт к отключению освещения в бункере и активизации Чудовища. Для перемещения в условиях темноты игроку доступен ручной динамо-фонарик, который необходимо периодически перезаряжать, однако издаваемый при его работе и перезарядке шум может привлечь Чудовище.
Разработчики описали игру как полуоткрытый мир со случайно изменяемыми элементами, что обеспечивает более высокую повторяемость прохождения.

## Сюжет
Действие игры происходит во время Первой мировой войны. Игрок берёт на себя роль французского солдата Анри Клемана, пытающегося разгадать тайны бункера и в то же время найти из него выход.

## Разработка
Amnesia: The Bunker была анонсирована 1 декабря 2022 года. Разработчики вместе с выходом первого трейлера, описали игру как полуоткрытый мир со случайно изменяемыми элементами, что обеспечивает более высокую повторяемость прохождения. Также у игры практически не будет сценарных событий, главного героя наделят револьвером и шумным динамо-фонарём. 17 декабря 2022 года разработчики выпустили первый геймплейный трейлер, демонстрирующий взаимодействие с револьвером в игре. 24 декабря 2022 года был выпущен ещё один трейлер, в котором игрок двигает бочку с порохом и взрывает её с помощью фальшфейера. 29 декабря того же года был выпущен ещё один трейлер с игровым процессом, демонстрирующий разные способы открытия дверей и новые механики. 21 января 2023 Frictional Games выпустили ещё один короткий ролик, демонстрирующий как с помощью газовой гранаты бороться против бункерных крыс.
Изначально выпуск игры был намечен на март 2023 года, однако в дальнейшем неоднократно переносился: сначала на 16 мая, затем на 23 мая, и, наконец, на 6 июня 2023 года.

## Отзывы критиков
| Сводный рейтинг       | Сводный рейтинг                        |
| Агрегатор             | Оценка                                 |
| --------------------- | -------------------------------------- |
| Metacritic            | 77/100 (PC) 74/100 (PS4) 75/100 (XSXS) |
| Иноязычные издания    |                                        |
| Издание               | Оценка                                 |
| Edge                  | 8/10                                   |
| Eurogamer             | [ 16 ]                                 |
| GameSpot              | 8/10                                   |
| GamesRadar+           | [ 18 ]                                 |
| IGN                   | 8/10                                   |
| PC Gamer (US)         | 93/100                                 |
| Push Square           | [ 21 ]                                 |
| Shacknews             | 6/10                                   |
| Русскоязычные издания |                                        |
| Издание               | Оценка                                 |
| StopGame.ru           | «Проходняк»                            |

Amnesia: The Bunker получила в целом положительные отзывы, согласно агрегатору рецензий Metacritic.